# ميشيل بافون
ميشيل بافون (بالفرنسية: Michel Pavon)‏. ولد في (7 نوفمبر 1968-لو كيوتات). لاعب كرة قدم فرنسي معتزل كان يجيد اللعب في مركز الوسط المدافع وحاليا مدرب من دون نادي .

## المسيرة الرياضية
ولد بافون من أب إسباني وأم فرنسية . بدأ بافون مسيرته الرياضية في نادي تولوز سنة 1986 . شارك في أول مباراة رسمية في 7 نوفمبر 1986 أمام نادي باريس سان جيرمان . نتيجة لموهبته العالية تم اختياره للانضمام إلى صفوف منتخب فرنسا للشباب تحت 21 سنة . في آخر موسم له مع النادي استطاع تسجيل 7 أهداف .
في سنة 1994 انتقل بافون إلى نادي مونبلييه موقعا على عقد يمتد لموسمين . في نهاية العقد انتقل في صفقة انتقال حر مجاني إلى نادي بوردو الذي اكتسب فيه حب المشجعين نتيجة لجهده العالي داخل الملعب . أصبح قائد للنادي في خلال فترة قصيرة وساهم في تأهله إلى المباراة النهائية لبطولة كأس الدوري الفرنسي موسمي 1996/1997 و1997/1998 كما ساهم في تتويجه ببطولة دوري الدرجة الأولى موسم 1998/1999 .
في صيف 2000 سرت إشاعة مفادها أن بافون سيترك نادي بوردو متوجها إلى نادي مرسيليا حيث مسقط رأسه . أكد بافون للجميع بأن قلبه موجود في نادي بوردو وتجاهل الإشاعة . في 26 أغسطس 2000 شارك بافون في آخر مباراة له بقميص نادي بوردو في مواجهة نادي لنس ثم غادره متوجها إلى نادي ريال بيتيس الإسباني الذي يلعب في الدرجة الثانية موقعا على عقد يمتد لثلاث سنوات . بعدما لعب في 10 مباريات مساهما في صعود النادي إلى الدرجة الأولى مجددا قرر بافون في سنة 2001 اعتزال لعب كرة القدم بشكل نهائي بسبب تكرار الإصابات .
في 24 أكتوبر 2003 تم تعيين بافون مدربا لنادي بوردو خلفا للمقال إيلي بوب موقعا على عقد يمتد لموسمين . أثناء موسم 2004/2005 تعرض لمشاكل صحية في القلب مما دعاه للابتعاد عن النادي في آخر 3 مباريات في ذلك الموسم . في يونيو 2005 أعلن رئيس نادي بوردو جان لويس تريو أن بافون قرر التنحي عن منصبه فورا بسبب عدم استطاعته مواصلة تدريب النادي في ظل ظروفه الصحية . استمر في النادي في منصب كاشف مواهب حتى بعد تعيين البرازيلي ريكاردو غوميز مكانه .

## روابط خارجية
- ميشيل بافون على موقع رابطة كرة القدم الفرنسية للمحترفين (الإنجليزية)
- ميشيل بافون على موقع قاعدة بيانات كرة القدم.إي يو (الإنجليزية)
- ميشيل بافون على موقع ليكيب (الفرنسية)
- ميشيل بافون على موقع Soccerbase.com (مدرب) (الإنجليزية)
- ميشيل بافون على موقع عالم كرة القدم.نت (الإنجليزية)